# أرلو جوثري (مغني)
أرلو جوثري (بالإنجليزية: Arlo Guthrie) (مواليد 10 يوليو 1947) هو مغني وكاتب أغاني شعبي أمريكي، اشتهر بغناء الأغاني الاحتجاجية على الظلم الاجتماعي، ورواية القصص اثناء الغناء. أشهر أعمال جوثري هي مقطوعته الأولى «مذبحة مطعم أليس»، وهي أغنية ساخرة يروي فيها قصة مع عزف الجيتار، طولها حوالي 18 دقيقة والتي أصبحت منذ ذلك الحين نشيد عيد الشكر.  صعدت أغنية واحدة له إلى قائمة أفضل 40 أغنية وهي نسخة من أغنية «مدينة نيو أورلينز» لستيف جودمان، وسميت أغنيته «ماساتشوستس» الأغنية الشعبية الرسمية للولاية التي عاش فيها معظم حياته البالغة. قدم جوثري أيضًا العديد من التمثيلات. أرلو جوثري أب لأربعة أطفال، عملوا أيضًا كموسيقيين.
اتخذ جوثري في سنواته الأولى (من الستينيات إلى الثمانينيات)، ما بدا أنه نهج يساري في السياسة الأمريكية، متأثرًا بوالده وودي غاثري (بالإنجليزية: Woody Guthrie) (مؤلف أغاني وملحن فلكلوري أمريكي)، وكانت اتجاهاته السياسية تظهر في تعليقاته المطولة في كثير من الأحيان خلال الحفلات الموسيقية، كانت مواقفه المعلنة باستمرار مناهضة للحرب ومعادية لنيكسون ومؤيدة للمخدرات وتؤيد جعل الطاقة النووية غير قانونية، ومع ذلك لم ينظر إلى نفسه على أنه المتحدث الرسمي باسم الثقافة الشبابية، بالرغم من ان وسائل الإعلام اعتبرته كذلك، أصدر جوثري 18 البوما (تسجيل استوديو).

## روابط خارجية
أرلو جوثري (مغني) على موقع IMDb (الإنجليزية)
- أرلو جوثري (مغني) على موقع الموسوعة البريطانية (الإنجليزية)
- أرلو جوثري (مغني) على موقع مونزينجر (الألمانية)
- أرلو جوثري (مغني) على موقع ميوزك برينز (الإنجليزية)
- أرلو جوثري (مغني) على موقع إن إن دي بي (الإنجليزية)
- أرلو جوثري (مغني) على موقع أول ميوزيك (الإنجليزية)
- أرلو جوثري (مغني) على موقع ديسكوغز (الإنجليزية)
- أرلو جوثري (مغني) على موقع قاعدة بيانات الفيلم (الإنجليزية)